# Urodexia penicillum
Urodexia penicillum là một loài ruồi trong họ Tachinidae.